# Anorrhinus
Anorrhinus – rodzaj ptaków z rodziny dzioborożców (Bucerotidae).

## Zasięg występowania
Rodzaj obejmuje gatunki występujące w orientalnej Azji.

## Morfologia
Długość ciała 60–70 cm; masa ciała 683–1247 g.

## Systematyka

### Etymologia
- Anorrhinus: gr. ανο ano „na stronie wierzchniej, powyżej”; ῥις rhis, ῥινος rhinos „nozdrza”[5].
- Ptilolaemus: gr. πτιλον ptilon „pióro”; λαιμος laimos „gardło”[6]. Gatunek typowy: Buceros tickelli Blyth, 1855.

### Podział systematyczny
Do rodzaju należą następujące gatunki:
- Anorrhinus galeritus (Temminck, 1831) – dzioborożec perukowy
- Anorrhinus austeni Jerdon, 1872 – dzioborożec asamski – takson wyodrębniony z rodzaju Ptilolaemus[8][9]
- Anorrhinus tickelli (Blyth, 1855) – dzioborożec rdzawobrzuchy – takson wyodrębniony z rodzaju Ptilolaemus[8][9]